# Caladenia tessellata
Caladenia tessellata é uma espécie de orquídea geófita, família Orchidaceae, do sudeste da Austrália,  onde cresce em grupos esparsos ou ocasionalmente grandes colônias, em bosques, ou locais de vegetação arbustiva,  charnecas, e afloramentos de granito, em áreas de solo bem drenado mas ocasionalmente em áreas sazonalmente alagadiças.
São plantas com uma única folha basal pubescente com marcas proeminentes púrpura perto da base, e uma inflorescência rija, fina e densamente pubescente, com uma ou poucas flores, que vagamente lembram uma aranha, muito estreitas, caudadas, e bem esparramadas, normalmente pendentes. Em conjunto formam grupo bem vistoso quando sua floração é estimulada por incêndios de verão.
Pertence a um grupo de quatro espécies, tratadas por David Jones como Alliance Dwarf Jester Orchid do gênero Arachnorchis, que distingue-se dos outros grupos de Caladenia por apresentar diferente tipo de pubescência nas folhas e inflorescências, por suas flores grandes, de sépalas e pétalas atenuadas, de extremidades truncadas ou curtamente acuminadas; e labelo pendurado firmemente, sem dentes marginais, ou com dentes curtos; e osmóforos especializados.

## Publicação e sinônimos
- Caladenia tessellata Fitzg., Austral. Orch. 1(2): t. 3 (1876).

Sinônimos homotípicos:
- Arachnorchis tessellata (Fitzg.) D.L.Jones & M.A.Clem., Orchadian 13: 400 (2001).
- Phlebochilus tessellatus (Fitzg.) Szlach., Polish Bot. J. 46: 15 (2001).